# Robert Guibé
Pour les articles homonymes, voir Guibé.
Robert Guibé (né à Vitré vers 1460, mort à Rome le 9 novembre 1513) est un prélat breton. Il fut cardinal-prêtre  de Sainte-Anastasie, évêque de Tréguier, de Rennes, de Nantes et de Vannes ainsi qu'archiprêtre de la basilique Sainte-Marie-Majeure.

## Biographie
Robert Guibé est le 4e des fils d'Adenet Guibet et d'Olive Landais. Il est le neveu de Pierre Landais et le frère de Michel Guibé.
Il fut évêque de Tréguier (1483-1502), puis évêque de Rennes à la mort de son frère Michel (mort en 1502), et enfin de Nantes (1507-1511). Il était également abbé commendataire de l'Abbaye de Clermont, de l'abbaye Saint-Martin de Vertou (1474), de l'abbaye de Saint-Méen (1493), et de Saint-Melaine à partir de 1501 et jusqu’à sa mort.
Il fut légat du pape en Avignon à partir de mai 1510. Il est camerlingue du Sacré Collège de janvier 1512 à février 1513 une première fois.
Il est envoyé à Rome comme ambassadeur par le duc François II de Bretagne en 1485 pour féliciter Innocent VIII de son élection, puis une seconde fois par Anne de Bretagne en 1499 et 1500. Il reçut le chapeau cardinalice de Jules II lors du consistoire du 1er décembre 1505, avec le titre de Sainte-Anastasie.
Il fut quelques mois archiprêtre de la basilique Sainte-Marie Majeure à Rome en 1511 et mourut dans cette même ville en 1513. Il fut enterré dans l'église Saint-Yves-des-Bretons.

## Armes
D'argent à trois jumelles de gueules accompagné de six coquilles d'azur, trois, deux, une, au chef d'or.

Ce sont des Armes à enquerre